# واختنایوکوت

نقشهٔ ایسلند همراه با واختنایوکوت در جنوب شرقی آن

واختنایوکوت (به ایسلندی: Vatnajökull) بزرگ‌ترین کلاهک یخی در ایسلند است که در جنوب شرقی آن واقع شده و بیش از ۸ درصد از خاک کشور را پوشانده است. در زیر آن آتش‌فشان‌هایی قرار دارند که هرچند سال یکبار فوران می‌کنند و موجب ذوب شدن یخ‌ها می‌گردند. ذوب شدن ناگهانی یخ‌ها سیلاب‌های بزرگی را ایجاد می‌کند که موجب تخریب جاده‌ها و قطع شدن خطوط تلفن می‌گردد.

## نام
واژهٔ Vatnajökull از واژه‌های vatna به معنای «آب‌ها» و jökull به معنای «یخچال طبیعی» گرفته شده است.

## اندازه
کلاهک یخی واختنایوکوت با حجم ۳٬۱۰۰ کیلومتر مکعب بزرگ‌ترین کلاهک یخی از نظر حجم در اروپا و با مساحت ۸٬۱۰۰ کیلومتر مربع (پس از کلاهک یخی اوشتفونا در نروژ)، دومین کلاهک یخی از نظر مساحت در اروپا است. میانگین ضخامت واختنایوکوت ۴۰۰ متر است. بیشینهٔ ضخامت آن به ۱۰۰۰ متر می‌رسد.

## نگارخانه

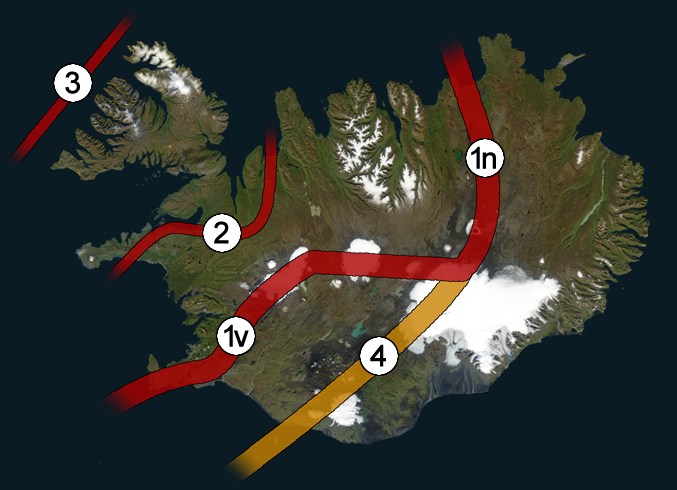
نوار زرد رنگ حوزهٔ آتشفشانی ایسلند را نشان می‌دهد. چندین آتش‌فشان فعال در زیر واختنایوکوت وجود دارد.
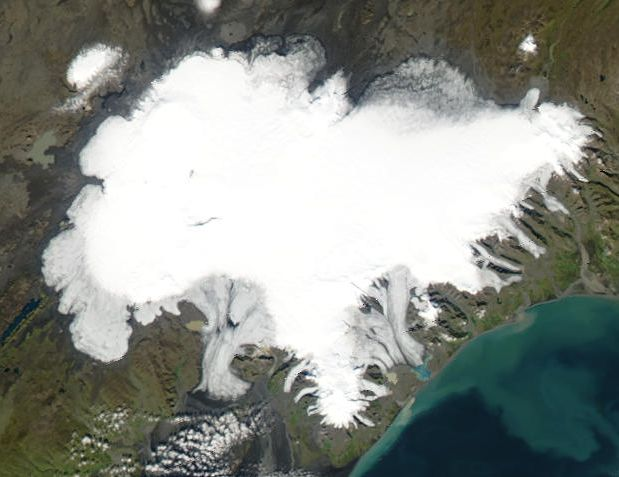
نگارهٔ ماهواره‌ای از واختنایوکوت